# Милашевский, Адам
Адам Милашевский (11 декабря 1827, Бурштын — 25 сентября 1893, Краков) — польский театральный деятель, режиссёр, актёр театра.

## Биография
Сначала А. Милашевский занимался коммерцией. В 1848 году отправился во Львов, где стал секретарём галицкого политика, князя Яблоновского. В 1850 году дебютировал, как актёр городского Старого театра (ныне Украинский драматический театр имени Марии Заньковецкой), в последующие годы выступал на сценах во Львове, городах Галиции и Вены.
В 1854 году — актёр и режиссёр Старого театра в Кракове. В том же году дебютировал на сцене Варшавского правительственного театра. Участвовал в выступлениях передвижной труппы в Познани и городах Галиции.
С 1856 по 1860 год руководил театром в Житомире. Затем выступал в Могилёве, Витебске и Минске, а в 1862—1863 годах со своим театральным коллективом в нескольких городах восточной Галиции. В это время членами его труппы были известные актёры Винценты Рапацкий и Хелена Моджеевская.
В 1863 году А. Милашевский стал директором Старого театра в Кракове, в 1864 году возглавил «Театр Скарбека» во Львове. Благодаря ему, начался период польскоязычного исполнения мирового оперного репертуара, который до этого «шёл» на немецком языке. Во Львове А. Милашевский ставил на сцене больше драм и трагедий, занялся улучшением финансового положения театра, ввёл в репертуар несколько оперетт. Милашевский был энергичным администратором, но считался недостаточно образованным и художественно культивированным, что привело к росту напряжённости внутри коллектива. В 1872 году он был вынужден оставить театр во Львове.
После этого Милашевский уехал в Варшаву, где пробовал открыть частный польский театр. В начале 1873 года отправился в Санкт-Петербург, но не получил согласия российских властей на открытие театра. Затем перебрался в Краков.
В 1881 году он снова стал директором львовского «Театра Скарбека», получив контракт на шесть лет. Несмотря на хороший репертуар и выступления звёзд сцены, таких как, Ян Круликовский, Винценты Рапацкий и даже Сара Бернар, интерес львовской публики к его постановкам был низким. Поэтому, в конце концов, он ушёл из Львовского театра.
В 1886 году Милашевский поселился в Кракове, работал банковским клерком. Некоторое время был депутатом Краковского городского магистрата. Умер в Кракове. Похоронен на Раковицком кладбище.